# Théâtre du Vaudeville (Bruxelles)
Pour les articles homonymes, voir Théâtre du Vaudeville.
Le théâtre du Vaudeville est une salle de spectacle inaugurée en 1884 sous le nom de « Casino Saint-Hubert » dans la Galerie de la Reine à Bruxelles.

## Description
La salle, qui connut ses heures de gloire entre 1947 et 1970, est classée monument historique depuis le 17 avril 1997 sous la référence 2043-0338/0,. 
Devenue par la suite club privé, elle a été rénovée pour devenir un espace polyvalent susceptible d'accueillir divers événements artistiques et festivités.

## Sources
- Commune Libre de l'Ilot Sacré asbl